# Платёжный баланс
| Счёт текущих операций     | Счёт товаров и услуг (торговый баланс, баланс услуг)                   |
| Счёт текущих операций     | Счёт первичных доходов (оплата труда, проценты, дивиденды)             |
| Счёт текущих операций     | Счёт вторичных доходов (страховые премии, международные переводы)      |
| Счёт операций с капиталом | Покупка и продажа непроизведённых активов (природные ресурсы, гудвилл) |
| Счёт операций с капиталом | Капитальные трансферты (инвестиционные гранты, вливания капитала)      |
| Финансовый счёт           | Прямые инвестиции                                                      |
| Финансовый счёт           | Портфельные инвестиции                                                 |
| Финансовый счёт           | Другие инвестиции и заимствования                                      |

Платёжный баланс — движение денежных средств в виде платежей из страны в страну. Платёжный баланс характеризует соотношение сумм платежей, произведённых и непроизведённых страной за границей в течение определённого периода и поступивших в страну в течение того же периода. Платёжный баланс, в котором поступления денежных средств превышают их расходование, называют активным, платёжный баланс, в котором расходование денежных средств превышает их поступления, называется пассивным. Частью платёжного баланса являются баланс по текущим операциям (в том числе торговый баланс, который включает сальдо экспорта и импорта товаров, баланс «невидимых» текущих операций, состоящий из чистого экспорта услуг, доходов от инвестиций, переводов) и баланс движения капитала (отражающий отток и приток капитала из и в страну). Платёжный баланс является важным показателем и инструментом, позволяющим предвидеть степень возможного участия страны в мировой торговле, международных экономических связях, установить её платёжеспособность. Особенностью данного понятия является то, что первоначальное и современное определения данного термина имеют принципиальные отличия, что нередко вводит в заблуждение. Термин «платёжный баланс» впервые использовал Джеймс Денем-Стюарт в своей работе «Исследования о принципах политической экономики» (1767 г.) (Inquiry into the Principles of Political Economy). Стюарт определяет платёжный баланс как самостоятельное понятие, которое состоит из:
- Расходов граждан за рубежом.
- Платежей по долгам, основной суммы долга и процентов иностранцам.

Первоначально платёжный баланс отражал только совершённые платежи. С 1997 года все операции платёжного баланса включают операции с материальными, финансовыми и интеллектуальными активами (то есть нематериальными активами, такими как технологии, интеллектуальная собственность, ноу-хау и человеческий капитал, см. МСФО 38).
В то же время надо отметить, что концептуальные основы, логика и структура построения современного платёжного баланса базируются на устаревших представлениях о предназначении платёжного баланса.
При составлении платёжного баланса используется принятый в бухгалтерском учёте принцип двойной записи. Каждая операция отражается по дебету и кредиту счёта, а итоговая сумма дебета должна равняться итоговой сумме кредита. Кредитовые суммы формируются в результате экспорта товаров и услуг и притока капитала, что приводит к поступлению иностранной валюты на счёт, они отражаются со знаком «плюс». Дебетовые суммы формируются в результате импорта товаров и услуг и оттока капитала, приводящих к расходу иностранной валюты. Они отражаются со знаком «минус». В платёжном балансе экономические операции отражаются по рыночным ценам, то есть по ценам, по которым фактически происходил обмен экономическими ценностями.

## Структура платёжного баланса
Существуют различные методики составления платёжных балансов. В настоящее время наибольшей известностью пользуется классификация статей платёжного баланса, предложенная Международным валютным фондом.
В основе данной методики лежит отражение объективной реальности — необходимости выделения двух больших разделов платёжного баланса. Связано это прежде всего с тем, что каждая сделка имеет две стороны — торговую и финансовую, которые с точки зрения учёта стоимости являются, по сути дела, зеркальным отражением друг друга.
Экспорт товаров и услуг означает рост требований к нерезидентам (что фиксируется в платёжном балансе со знаком «+») и, следовательно, уменьшение финансовых обязательств перед нерезидентами (что фиксируется со знаком «−»). Суммирование двух учётных записей должно давать ноль. В результате экспорта товаров и услуг в стране накапливаются валютные резервы, из которых осуществляется, в частности, оплата импорта.
При отсутствии достаточных валютных резервов для оплаты импорта страна может прибегнуть к иностранным займам, которые не опосредованы экспортом товаров и услуг (но которые в дальнейшем необходимо покрывать за счёт увеличения национального экспорта). В этом случае торговая сторона сделки (ввоз товаров или услуг) означает появление задолженности перед иностранцами, требующей погашения (что фиксируется со знаком «−»), а привлечение кредитов нерезидентов означает рост обязательств перед иностранцами (что фиксируется со знаком «+»).
Именно поэтому платёжный баланс подразделяется на три больших раздела: счёт текущих операций (англ. current account balance), счёт операций с капиталом (англ. capital account) и финансовый счёт (англ. financial account). МВФ публикует платёжные балансы по двум схемам: агрегированный и более подробный баланс.

### Внешнеторговый баланс
Первым подразделом счёта текущих операции является т. н. внешнеторговый баланс. МВФ рекомендует оценивать и экспорт и импорт единообразно — по цене на границе экспортирующей экономики. Таким образом, для оценки и экспорта, и импорта следует использовать цены FOB. Часто на практике данные об импортных поставках известны в ценах Cost, Insurance and Freight и вводится соответствующая поправка. Эта поправка для таких стран, как США, Германия, Франция составляла в конце 90-х годов от 3 до 4 % объёма импорта в ценах FOB.

### Балансы услуг и факторных доходов
Вторым подразделом счёта текущих операций является баланс услуг. Услуги приобретают всё большее значение в международной торговле. Весьма важной частью счёта текущих операций является также баланс факторных доходов, поскольку в этом подразделе учитывается, в частности, доход от заграничных инвестиций или платежи по иностранным инвестициям.
Не случайно, что именно этот подраздел счёта текущих операций имеет особое значение для развития иностранного предпринимательства в той или иной стране. Невозможность переводить прибыли, полученные от инвестиций, за пределы страны является мощным тормозом для иностранных инвестиций. В Уставе МВФ есть специальная статья (восьмая, части 2 (а), 3 и 4), в соответствии с которой страна, принимающая на себя обязательства, указанные в этой статье, не может в дальнейшем, в частности, вводить, без получения соответствующего согласия МВФ, ограничения по совершению платежей и переводов по текущим операциям, вводить множественность валютных курсов или устанавливать дискриминационные валютные ограничения.
Значительное большинство стран — членов МВФ (около 150 по состоянию на конец 2001 г.) присоединились к этой статье. Россия объявила о присоединении к восьмой статье 1 июня 1996 г.
К текущим переводам относятся также различные односторонние переводы, в том числе поступления ресурсов и платежи на безвозмездной основе.

### Счёт операций с капиталом и финансовыми инструментами
Второй раздел платёжного баланса состоит главным образом из статей, в которых отражается движение капитала и финансовых инструментов, в частности учитываются прямые и портфельные инвестиции. В этом разделе отражаются торговые кредиты и авансы, предоставленные и привлечённые; ссуды и займы, предоставленные и привлечённые; наличная иностранная валюта; остатки на текущих счетах и депозиты; просроченная задолженность, в том числе задолженность по товарным поставкам на основании межправительственных соглашений; изменение задолженности по своевременно непоступившей экспортной валютной и рублевой выручке и непогашенным импортным авансам.
Дефицит баланса текущих операций отражает увеличение задолженности страны другим странам. Когда страна сталкивается с дефицитом баланса текущих операций она обязана его оплатить. По аналогии, если в течение долгого времени расходы вашей семьи кажутся выше доходов, для их оплаты вы будете вынуждены либо снять деньги с вашего банковского счёта, либо получить банковскую ссуду, либо занять деньги у друзей, либо продать автомобиль.
Дефицит счёта текущих операций платёжного баланса может быть профинансирован:
• путём продажи части активов иностранцам, то есть за счёт вложения иностранного капитала в экономику данной страны в форме прямых или портфельных инвестиций;
• с помощью зарубежных займов у иностранных банков, правительств или международных организаций;
• за счёт сокращения официальных валютных резервов, хранящихся в Центральном банке.
Однако финансирование текущего счёта имеет предел когда пользующиеся спросом активы истощаются, никто не хочет больше предоставлять кредиты, сведены к минимуму официальные валютные резервы, необходима корректировка текущего счёта платёжного баланса путём сокращения расходов страны за границей или увеличения доходов от продажи услуг и товаров за границу.
Все международные сделки с активами страны (их покупка и продажа) отражаются в счёте операций с капиталом и финансовыми инструментами. Когда, например, России предоставляется иностранный заём, она продаёт актив, то есть обещание выплатить его в будущем с процентами. Подобная сделка отразится на счёте капитала и финансовых операций в графе «кредит».
Счёт капитала и финансовых операций включает также чистые капитальные трансферты (безвозмездную передачу собственности на основной капитал). К ним относятся инвестиционные гранты, предоставленные, например, на строительство дорог, больниц, аэродромов. «Списание» задолженности правительству также включается в данный раздел платёжного баланса.
Сальдо по статьям счёта операций с капиталом и финансовыми инструментами, которые отражают предоставление и получение долгосрочных и краткосрочных кредитов, показывает чистые поступления иностранной валюты от всех сделок с активами. Предоставление кредитов означает расходы на покупку активов за границей (акций, облигаций, недвижимости и т. д.), получение же кредитов — не что иное, как поступления от продажи активов.
Долгосрочные кредиты предоставляются в форме «прямых» или «портфельных» инвестиций. К «прямым» относятся инвестиции в предприятия, которые в значительной степени находятся в собственности инвестора, что позволяет ему осуществлять контроль над деятельностью данных предприятий. Все остальные виды долгосрочных инвестиций относятся к «портфельным».
Все международные сделки с активами (за исключением официальных валютных резервов, принадлежащих Центральному банку) условно выделяются в счёт движения капитала. Положительное сальдо счёта движения капитала определяется как чистый приток капитала в страну. Наоборот, чистый отток (или вывоз капитала) возникает на фоне дефицита счёта движения капитала, когда расходы на покупки активов за границей превосходят доходы от их продажи за рубеж.
Дополнение баланса текущих операции статьями счёта операции с капиталом и финансовыми инструментами, отражавшими предоставление и получение долгосрочных и краткосрочных кредитов, а также чистые капитальные трансферты, позволяет получить так называемый баланс официальных расчётов.
В баланс официальных расчётов включается также статья «Чистые пропуски и ошибки». Хотя каждая сделка теоретически должна дважды отражаться в платёжном балансе — по дебету и по кредиту — на практике это требование часто не выполняется. Совершаемые сделки в ряде случаев учитываются различными службами, информация которых может не совпадать как во времени, так и в числовом выражении. Некоторые потоки экономических ценностей могут вообще остаться за пределами статистического учёта, особенно, когда это касается противозаконных сделок. Общую сумму таких неучтённых потоков можно выяснить, только подсчитав общие итоги по кредиту и дебету.
Платёжный баланс, составляемый по принципу двойного счёта, по определению равняется нулю, а это означает, что все долги страны должны быть оплачены. Поэтому дефицит по счёту текущих операций должен в точности соответствовать положительному сальдо по счёту операций с капиталом и финансовыми инструментами. Если резиденты страны в целом тратят на покупку иностранных товаров, услуг и активов больше, чем получают от продажи иностранцам своих товаров, услуг и активов, то есть если баланс официальных расчётов сводится с дефицитом, погашение задолженности осуществляется Центральным банком за счёт сокращения официальных резервов иностранной валюты (в том случае, если Центральный банк воздерживается от корректировки валютного курса).

### Статья «Чистые ошибки и пропуски»
Поскольку данные, на основе которых составляется платёжный баланс, поступают из разных источников, то для подведения окончательного итога с учетом принципа двойной записи (дебет равен кредиту) вводится статье «Ошибки и пропуски» («Errors and omissions»), которая включает недостающий до нулевого баланса объем дебетовых/кредитовых операций. Данная статья является технической и не имеет четкой экономической интерпретации.
Как правило, в тех странах, где статистических учёт внешнеторговых операций имеет прочные традиции, относительная величина этой статьи невелика (обычно нормальным считается уровень до 5-7 % от объема экспорта или импорта). Там, где имеют место бегство или нелегальный отток капитала, эта величина может быть существенно больше. Объём неучтённых ресурсов может быть значительным и в государствах, куда устремляется нелегальный капитал.
Однако и в таких странах, как США, где существуют прочные традиции статистического учёта, статья «Чистые ошибки и пропуски» может быть весьма значительной. Так, в 1997 г. величина этой статьи в платёжном балансе США, превысила 132 млрд долларов, что примерно равнялось сальдо баланса по счёту текущих операций. Это позволяет предположить, что составители платёжного баланса США также не располагают всей необходимой информацией. Возможно, часть средств, не поддающихся учёту, имеет криминальное происхождение.
С формальной точки зрения величина этой статьи платёжного баланса рассчитывается как разница между суммой счёта текущих операций и счёта операций с капиталом и финансовыми инструментами, с одной стороны, и величиной изменения официальных валютных (и иных связанных) резервов — с другой.

### Итоговый баланс
Суммирование первого и второго разделов баланса, а также статьи «Ошибки и пропуски» позволяет подвести итоговый баланс, который может иметь либо положительное, либо отрицательное сальдо.
Если итоговое сальдо положительно, то, следовательно, страна увеличивает свои требования к другим странам и, соответственно, на такую же сумму уменьшаются её обязательства по отношению к ним. Наоборот, если итоговое сальдо баланса отрицательное, то, следовательно, она должна увеличить свои обязательства по отношению к другим странам, с тем чтобы покрыть дефицит платёжного баланса.
Вот почему в этом подразделе баланса (балансирующие статьи) знак «-» означает рост обязательств по отношению к нерезидентам или уменьшение требований к нерезидентам (и, следовательно, ухудшение состояния платёжного баланса). Знак «+» означает уменьшение обязательств перед заграницей или увеличение требований к последним.

## Виды представления и сальдо платёжного баланса
Хотя на практике используются различные виды представления платёжного баланса, составляемого по методике МВФ, в основном и главном они совпадают. При публикации платёжный баланс может быть представлен в «нейтральной» или в «аналитической» форме. В «нейтральной» форме товары, услуги и текущие трансферты объединяются в счёте текущих операций, а капитальные трансферты, прямые инвестиции, портфельные инвестиции, финансовые производные, прочие инвестиции и резервные активы — в счёте операций с капиталом и финансовыми инструментами. Для обеспечения равенства между счетами, добавляется балансирующая статья «Чистые ошибки и пропуски» и выводится общее нулевое сальдо.
«Нейтральная» форма представления обладает рядом недостатков, в частности в нём исчезает совокупный результат экономического и иного общения резидентов страны с внешним миром, кроме этого невозможно определить, имеют ли приводимые показатели самостоятельное значение, или же они являются производными проводками, включёнными туда ради соблюдения принципа двойной записи.
В связи с этим наряду с «нейтральным представлением» МВФ рекомендует составлять альтернативную версию платёжного баланса, суть которой заключается в переклассификации и перегруппировке имеющихся сведений таким образом, чтобы по возможности отделить первичные, автономные операции от вторичных, уравновешивающих записей. Этот вариант («аналитическое представление») уже предполагает выведение активного или пассивного сальдо платёжного баланса, которое должно определяться как суммарный результат независимых, автономных операций текущего и капитального характера, самостоятельно осуществляемых резидентами и нерезидентами в их взаимоотношениях друг с другом, и, таким образом, показывать направленность внешнеэкономической деятельности страны. Все прочие операции, в особенности по линии официальных властей, рассматриваются как балансирующие операции по финансированию или использованию сальдо, свидетельствующие о способах и источниках его урегулирования.
Строгого понятия «сальдо платёжного баланса» не существует, поскольку, согласно определению, сальдо статей платёжного баланса (нейтральное представление) равно нулю. Однако достаточно часто под эти понятием понимают сальдо текущего счёта, которое в качестве слагаемого «чистого экспорта» входит в состав ВВП. При оценке сальдо текущего счёта можно говорить о его дефиците (сальдо отрицательное) или о профиците (сальдо положительное).
Исторически существовало несколько подходов к тому, какие именно операции выделять как «уравновешивающие».
Согласно рекомендации МВФ, к балансирующим статьям относят: операции официальных валютных органов с валютными резервами (золото, иностранная валюта, резервная позиция в МВФ и активы в СДР); изменения обязательств официальных валютных органов перед иностранными официальными учреждениями, включая международные организации, распределение СДР.